# Heilig-Grab-Kapelle Henndorf

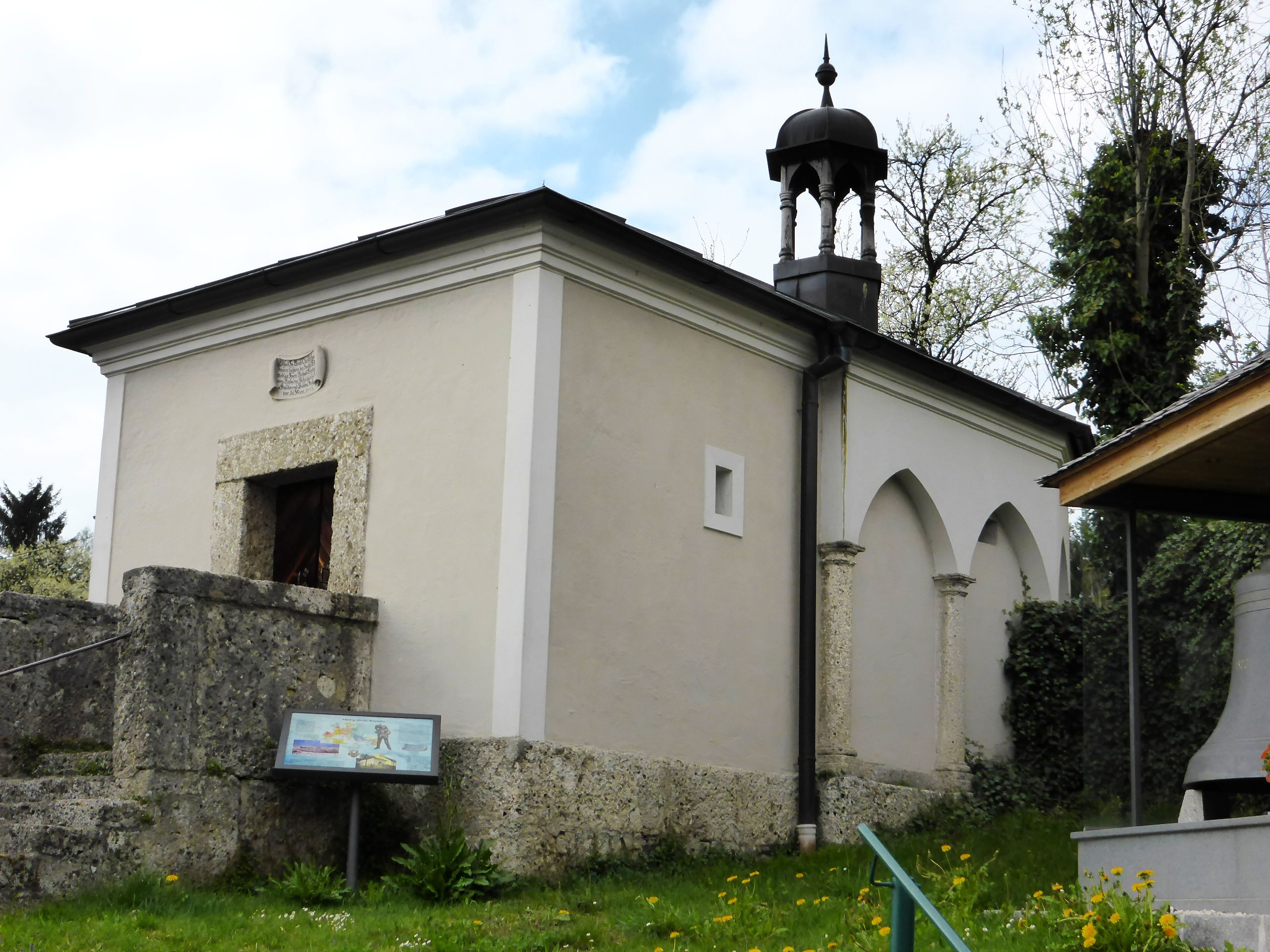
Heilig-Grab-Kapelle in Henndorf am Wallersee

Die römisch-katholische Heilig-Grab-Kapelle Henndorf als Heilig-Grab-Kapelle steht westlich außerhalb des Friedhofes der Pfarrkirche Henndorf in der Gemeinde Henndorf am Wallersee im Land Salzburg. Die Kapelle steht unter Denkmalschutz.

## Geschichte
Die Kapelle wurde 1721 im Typus der barocken formelhaften Nachbildung des Grabes Christi in Jerusalem erbaut. Das Modell bei der Stiftung durch Johann Entzinger ist erhalten.

## Architektur
Der fünffach geschlossene Bau mit Eckfaschen und Schlitzfenstern hat im Vorbau ein Rechteckportal mit der Jahresangabe 1722. Der Grabteil ist mit historisierenden Spitzbogenblendarkaden auf toskanischen Säulen umzogen. Auf dem First ist ein rotundenartiger Achtecktambour mit einem Kuppelhelm. Der Vorraum unter einer Gewölbetonne ist apsidial mit einer niedrigen Scheiteltüre geschlossen. Der Grabraum hat ein Platzlgewölbe. Die Bodenplatten sind aus Marmor.

## Ausstattung
In der Grabnische ist die Liegefigur Christi aus dem 18. Jahrhundert. Es gibt eine Nischenfigur kniender Schmerzensmann aus der 1. Hälfte des 18. Jahrhunderts.